# 月事革命
《月事革命》（英語：Period. End of Sentence.）是Rayka Zehtabchi於 2018年所執導的紀錄短片。片中紀錄了一場由印度婦女所領導的安靜的性革命。
影片紀錄了印度哈普爾的一群當地婦女，她們學習如何操作機器以製作低成本、可生物分解的衛生棉，並以合理的價格出售給其他女性。藉由提供基礎的衛生用品，不僅有助於改善女性衛生，也能幫助女性擺脫印度社會對於月經的禁忌，同時為鄉村的經濟未來作出貢獻。
這部片的靈感來自於印度坦米爾納杜邦的社會活動家阿魯納恰拉姆·穆魯根南特姆的生活。

## 得獎紀錄
- 第91屆奧斯卡金像獎最佳紀錄短片獎[6]
- 在克里夫蘭國際影展、特拉弗斯影展以及包含AFI FEST影展在內的許多其他電影節上獲得了奧斯卡最佳紀錄短片獎的入圍資格  [7]

## 延伸閱讀
- Feinberg, Scott. . The Hollywood Reporter. 2019-01-11  [2019-02-25]. （原始内容存档于2019-09-24） （英语）.

## 外部連結
- 互联网电影数据库（IMDb）上《月事革命》的资料（英文）
- 官方网站 at Netflix
- The Padproject.
- Trailer （页面存档备份，存于）